# Microsorum pentaphyllum
Microsorum pentaphyllum är en stensöteväxtart som först beskrevs av Bak., och fick sitt nu gällande namn av Edwin Bingham Copeland. Microsorum pentaphyllum ingår i släktet Microsorum och familjen Polypodiaceae. Inga underarter finns listade.